# 布萊斯 (密蘇里州)
布萊斯（英語：Blase）是位於美國密蘇里州聖查爾斯縣的非建制地區。

## 地理
布萊斯所處的海拔為高於海平面137米（即449英呎），而該地所採用的時區為UTC-6，即北美中部時區（CST）。同時該地設有夏令時間，為UTC-6調快一小時，即UTC-5（CDT）。